# Yayue

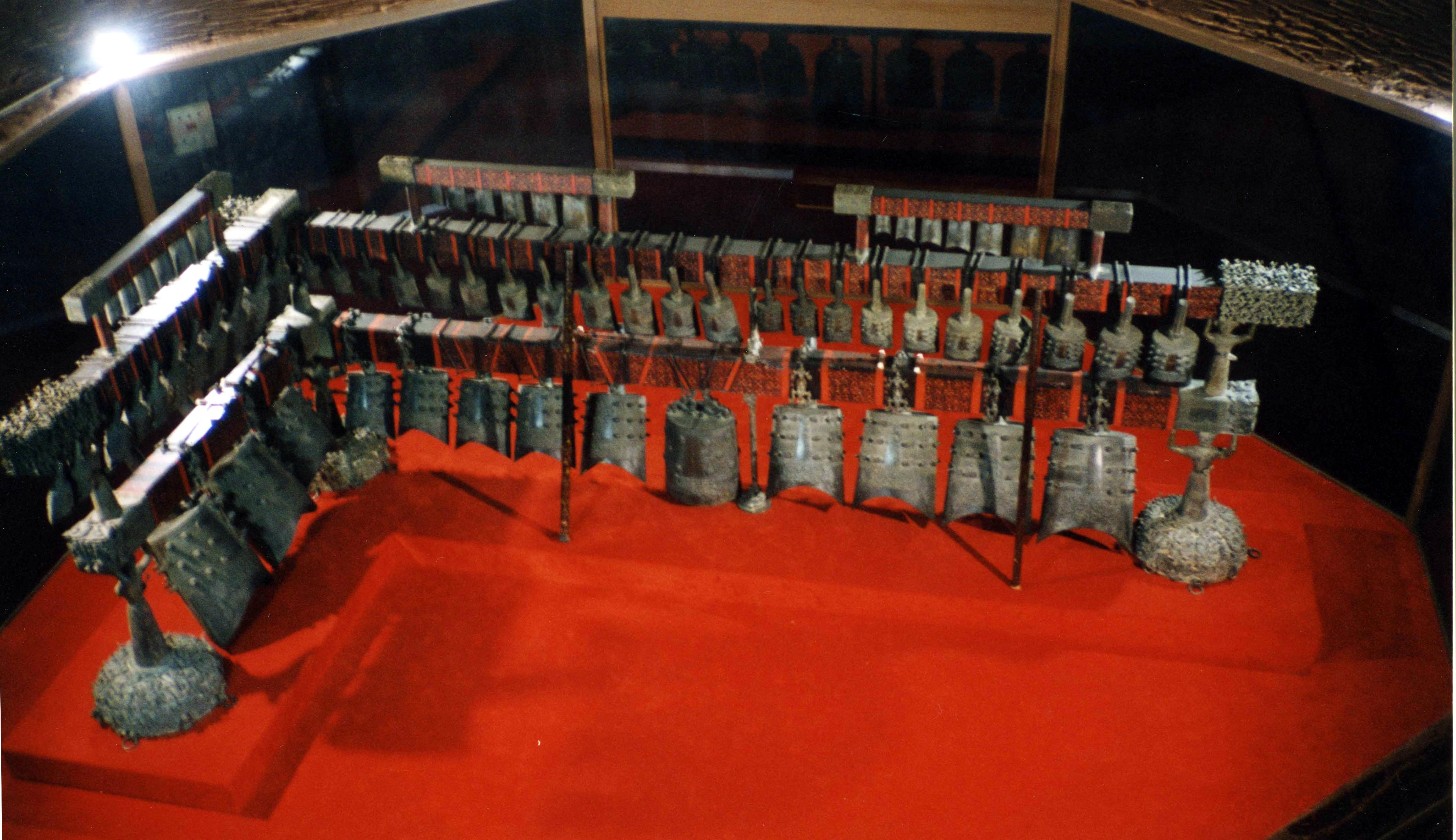
Campane da concerto (Bianzhong), rinvenute nella tomba del marchese di Yi di Zeng, Hubei, 433 a.C.

Yayue (雅樂T, 雅乐S, yǎyuèP) indica la musica/danza rituale di corte cinese, scomparsa di fatto con la caduta dell'impero cinese (1911). Alcuni tentativi di ‘ricostruzione’ sono stati messi in atto negli anni '60 a Taiwan, e negli anni '80 nella Cina popolare.
Storicamente, la tradizione di corte era suddivisa in due ampie categorie: yayue e yanyue. La prima è la musica rituale confuciana e del culto degli antenati imperiali. Yanyue indica invece i repertori conviviali, ufficialmente avversati dall'ideologia confuciana. Sia yayue che yanyue erano tipicamente orchestrali, con organici a volte estremamente numerosi. Secondo lo Yueshu (1101) di Chen Yang, lo yayue del periodo Tang prevedeva fino a 168 musicisti e 128 danzatori; esso era suonato da due ensemble.
L'idea di yayue come musica di corte ha influenzato la creazione delle omologhe tradizioni coreana, nota come aak, e giapponese, nota come gagaku.